# تلمبه سالکی
تلمبه سالکی یک منطقهٔ مسکونی در ایران است که در دهستان ریزآب واقع شده‌است. تلمبه سالکی ۷۰ نفر جمعیت دارد.